# أبو قلقل (حلب)
أبو قلقل بلدة سوريّة ومركز ناحية أبو قلقل، تتبع إداريّاً لمحافظة حلب منطقة منبج ناحية أبو قلقل، بلغ تعداد سكانها 2,742 نسمة حسب التعداد السكاني لعام 2004.